# キム・ジュン
キム・ジュン（金俊（김준）、本名：金炯俊（김형준）、1985年2月3日 - ）は、韓国の俳優である。4人組アイドルグループT-MAXのメンバー。2011年9月義務警察隊（兵役の代わりに警察に勤務する警察官部隊）入隊し、2013年6月に2年間の兵役を終え除隊した。
元グローリーエンタテインメント所属。除隊後はチャンカンパニー所属。

## 出演

### ドラマ
- 花より男子〜Boys Over Flowers（2009年1月5日 - 3月31日、KBS） - ソン・ウビン（美作あきら） 役
- キミの記憶をボクにください〜ピグマリオンの恋〜（2010年3月20日、NTTドコモ BeeTV） - ヒョンジュン 役
- 強力班  (2011年3月〜4月、KBS2） - ソウル江南警察署 シン・ドンジン刑事役
- 果てしない愛（2014年、SBS） - キム・テギョン 役
- 太陽の都市（2015年、MBC） - 主演 カン・テヤン 役

### 映画
- ルパン三世（2014年、東宝） - ピエール 役[4]
- 13日の金曜日：陰謀論の始まり（2019年） - 主演・キム・フィリップ 役
- 殺人タクシー怪談：夜景チャプター2（2021年）

### CM
- Samsung Anycall （2009年）

### イベント
- 『花より男子〜Boys Over Flowers』プレミアムイベント（2009.9.5/9.6)
- 『花より男子〜Boys Over Flowers』日本放送記念イベント（2009.4.16)

## その他
- 2009年 仁川観光広報大使